# 韦塞林·久拉诺维奇
韦塞林·久拉诺维奇（1925年5月17日—1997年8月30日），黑山族，是南斯拉夫的党和国家领导人，南斯拉夫共产主义者联盟中央执行委员会委员，南斯拉夫社会主义联邦共和国联邦执行委员会主席、联邦主席团主席，1980年由于铁托的逝世使得政府工作步履维艰，1988年辞去一切职务，从政坛隐退。

## 生平
1925年，出生于蒙特內哥羅的达尼洛夫格勒区的马尔蒂尼奇。
1941年，入团。 7月，参加了黑山的“七·一三”武装起义，任解放区的共青团区委委员和反法西斯青年联盟委员会委员。
1943年，入党。5月，被逮捕，关押在波德戈里察的集中营。9月，获释。10月，任南斯拉夫共产主义青年联盟州委委员、反法西斯青年统一联合会州委委员。
1945年，任南共黑山省委委员、黑山人民青年联盟中央委员会主席、南共达尼洛夫格勒区委书记和铁托格勒市委书记。
1948年，毕业于黑共中央附属中级党校。
1951年，任铁托格勒电台台长和《胜利报》社长兼总编辑、黑共中央思想工作委员会主席、黑山中央委员会主席，分管意识形态领域和统一战线的工作。
1956年，率团访问中国。
1963年，任黑山执行委员会主席。
1964年，南共八大，为南共中央委员。
1966年，任黑共中央执行委员会书记。
1968年，任黑共中央委员会主席。
1969年，南共中央主席团委员。
1977年，任南斯拉夫联邦执行委员会主席。
1980年，率团二次访问中国。
1982年，任黑山社会主义共和国主席团主席。
1984年，任南斯拉夫联邦主席团委员。5月，任南斯拉夫联邦主席团主席兼国防委员会主席。
1988年，由于斯洛博丹·米洛舍维奇发起“反官僚革命”，无奈的辞去一切职务。
1997年，在波德戈里察病逝。